# ジム・コンネル
ジム・コンネル（Jim Connell、1852年3月27日 – 1929年2月）は、19世紀末から20世紀初頭にかけて活動した、アイルランド人の政治活動家で、特に、労働歌として知られる「赤旗の歌 (The Red Flag)」の歌詞を1889年12月に書いたことで知られている。

## 生涯
コンネルは、ミーズ県ケルズの北に位置するキルスケアの村に近いラスニスカ (Rathniska) のタウンランドに生まれ、10代で土地戦争の運動に加わり、アイルランド共和主義同盟 (Irish Republican Brotherhood, IRB) の一員となった。18歳の時、フェニアンの誓い (Fenian Oath) を立て、ダブリンに移って沖仲仕として働いたが、労働者たちを組合として組織しようとしてブラックリストに載った。
1875年、コンネルはロンドンへ移り住んだ。様々な職業を経験し、一時はケア・ハーディの新聞『The Labour Leader』のスタッフ・ジャーナリストとしても働き、人生の最後の20年間は労働者法律扶助協会 (the Workingmen's Legal Aid Society) の初期として働いていた。
コンネルは10年間にわたって、ヘンリー・ハインドマンが率いた社会民主連盟 (SDF) の党員であった。SDFは、アイルランドにおける土地改革と自治を支持しており、コンネルもハインドマンも、アイルランドにおける農地改革の必要を訴えるイングランドの労働者たちの組織であるグレートブリテン土地連盟 (the National Land League of Great Britain) の役員を務めていた。しかし、1890年代後半にコンネルはSDFを離れ、独立労働党に参加した。
ウラジーミル・レーニンは、独立労働党をブルジョワ的であると批判したが、後年、1922年にはコンネルに赤星勲章を贈った。

## 「赤旗の歌」
コンネルは、1889年のロンドン・ドック・ストライキの最中に、SDFの集会で演説しようとして、社会主義のためのアンセムを書こうと思い立った。彼は、チャリング・クロス駅から、自宅のあったサウス・ロンドンのオナー・オーク駅までの列車の中で歌詞を書いた。通説では、駅員がプラットホームで赤い信号旗を上下する仕草を見て、歌詞を思いついたとされている。この歌詞は、ドイツ語のクリスマス・キャロル「もみの木 (O Tannenbaum)」として知られ、メリーランド州の州歌にも流用されている「Lauriger Horatius」の旋律で歌われるのが普通になっているが、もともとコンネルは、古いスコットランド民謡のジャコバイトの歌である「The White Cockade」の旋律で歌うことを求めていた。
1920年に書かれた「How I Wrote "The Red Flag"（私はどのように「赤旗の歌」を書いたか）」という文章の中で、コンネルは次のように述べている 。

## 記念物

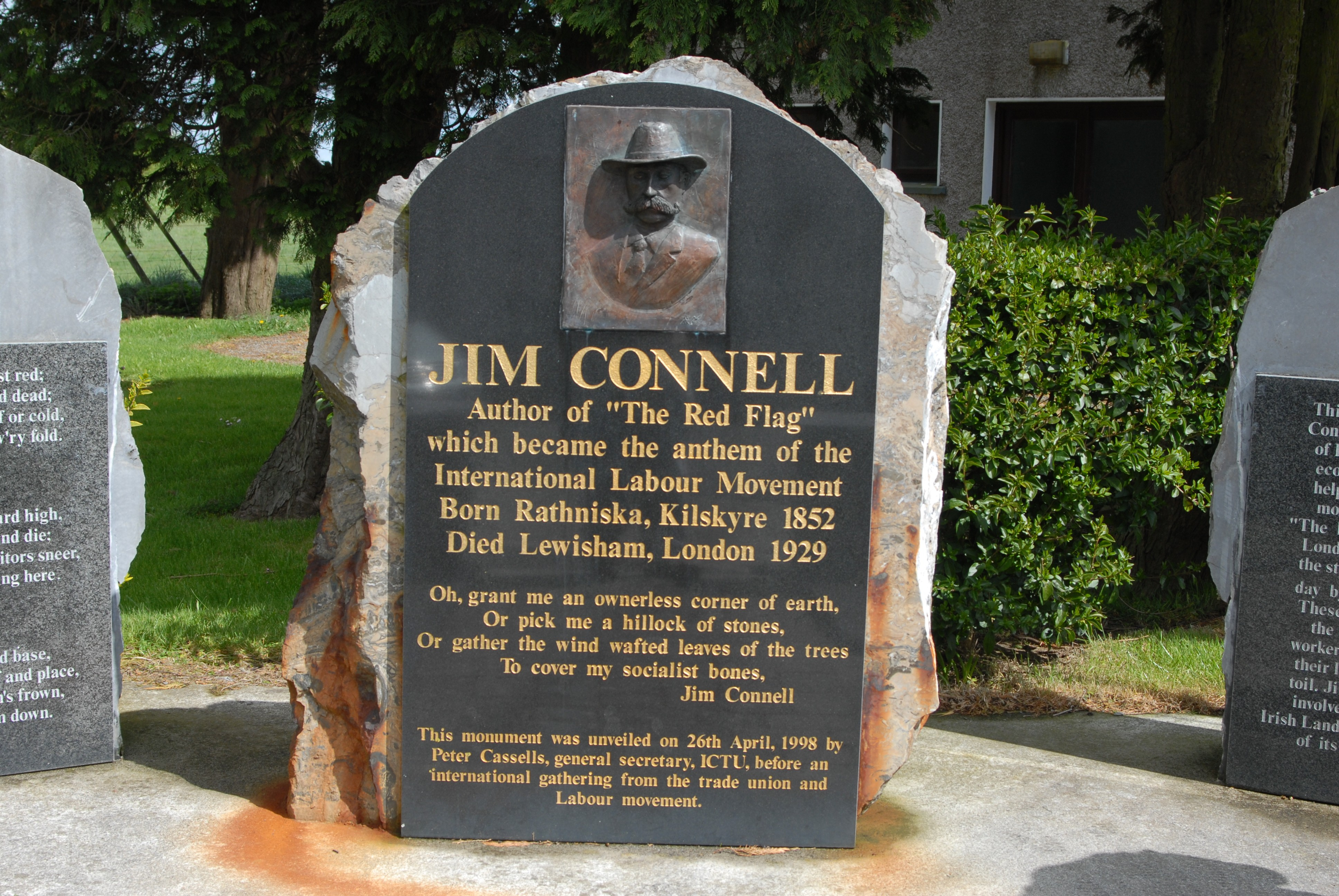
クロサキールにある記念碑l

コンネルは、サウス・ロンドンで死去し、葬儀はゴールダーズ・グリーンで執り行われた。サウスイースト・ロンドンのクロフトン・パーク/オナー・オーク、スタンドン・パーク22番地a (22a Stondon Park) にある旧宅には、ブルー・プラークが設置されている。1998年4月26日、アイルランド、ミーズ県クロサキール (Crossakiel) で、ジム・コンネルの記念碑が除幕された。この場所は、1918年に600人の群衆を前にコンネルが演説したところであった。
キルスケアに近いクロサキールの村では、地元のコミュニティが、1997年から毎年5月1日のメーデーに、記念パレードを行なっている。このパレードには、多くのアイルランド人、イギリス人の労働組合活動家が集まる。2011年にはケルズで「Jim Connell School of Political Discussion（ジム・コンネル政治議論学校）」という行事が開催された。